# عارف نهاد آسيا
عارف نهاد آسيا (1904-1975) وُلد في ناحية تشاتالجا أكبر نواحي مدينة إسطنبول، عام 1904، وكان الابن الوحيد لعائلته.

## حياته الشخصية
فقدَ آسيا والدَه وهو في الشهور الأولى من عمره بسبب إصابته بمرض السل، فنشأ في فقر وشدة. وبعد مرور ثلاث سنوات تزوجت والدته من جديد، وانتقلت مع زوجها إلى فلسطين، تاركةً ابنها الوحيد إلى جانب أقاربه في إسطنبول. التحق آسيا بمكتب التعليم في قريته، وبعد وفاة جدته تولت عمتُه تربيتَه، ولم يتمكنا من البقاء في قريتهما طويلًا بسبب حرب البلقان، مما اضطرهما إلى الهجرة إلى مركز إسطنبول حيث أقاما في منطقة الحسكة.
تزوج آسيا زوجته الأولى «خديجة سميحة» وهو في السنة الأخيرة من الدراسة، وبعد تخرجه تم تعيينه معلما للأدب التركي في مدرسة أضنة للبنات الواقعة في مدينة «أضَنة»، وعمل هناك 14 عامًا. انتقل عام 1932 إلى مدينة «ملطية» ليعمل مديرًا لمدرسة ثانوية، ولكنه لم يستمر في عمله إلا 3 سنوات، إذ وجد أن مجال العمل الأنسب له هو التدريس وليس الإدارة، فعاد إلى مدرسة أضنة، وعمل بها حتى عام 1948، حين تم نقله إلى مدينة «أدرنة».

## حياته العلمية والأدبية
في مدرسة "غولشان المعارف" للتعليم الابتدائي بدأت آسيا كتابة الشعر، ثم اتجهت إلى "بولو" لإنهاء المرحلة المتوسطة، ومنها إلى "قسطموني" لإنهاء الثانوية العامة. وفي "كستامونو" خلال سنوات حرب التحرير التركية تشبع بالعواطف الوطنية، ودفعه ذلك إلى كتابة الشعر الوطني الذي شكل هويته حتى مماته.
أنشأ معلمُهُ «أنور كمال» مجلة «غينتشليك» وتعني «الشباب»، وعرض على الطلاب نشر أعمالهم الإبداعية في المجلة، وكانت منشورات آسيا الأدبية في تلك المجلة نقطة الانطلاق الأولى له نحو حياة الأدب والشعر. ثم بعدها التحق آسيا بقسم الآداب التابع لدار المعلمين (جامعة إسطنبول)، وكتب أول أشعاره في السنوات الأولى من دراسته هناك، وتخرج عام 1927. وبتاريخ 5 كانون الثاني/ يناير 1940، ألقى آسيا قصيدته «عَلَمٌ ينتظرُ الريح ليَخفِق» أمام جمع هائل من المعلمين والإداريين والمواطنين الذين توافدوا للاحتفال بذكرى تحرير «أضنة»، ومنذ ذلك الوقت وحتى يومنا هذا اشتهر باسم «شاعر العلَم».
وقد نظم آسيا الشعر بأوزان المقطَّعات التركية، وأوزان العَروض، والشعرَ الحر.

## حياته السياسية
دخل البرلمان عام 1950 نائبًا للحزب الديمقراطي عن مدينة «أضنة»، وقدم خدماته الحيوية لأهل ناحيته وحزبه، ولكنه لم يرشح نفسه من جديد عام 1954، بل عاد إلى التدريس حتى تقاعد منه عام 1962، وتنقل بين المدن التركية حتى أُصيب بوعكة صحية عام 1974، توفى على إثرها في 5 يناير 1975.

## أهم آثـاره
- حلم الوسادة، 1930.
- الآيات، 1936.
- الأجنحة والمناقير، 1945.
- رباعيات عارف، 1956.
- الجذور والأغصان، 1964.

كما نشر مقالات مختلفة في جريدتي «يِني إسطنبول» (إسطنبول الجديدة)، و«باب عاليده صباح» (صباح في الباب العالي)، وله كذلك منظومات فريدة في كتابة التواريخ بحساب الجُمَّل (الحساب الذي يستند إلى الأبجدية).

## نموذج من شعره
الترجمة مأخوذة من كتاب «شعراء من الأدب التركي» المذكور في المراجع أسفله، ص 54). 
نحْنُ أصواتٌ خافتـةٌ 
فلا تَقطعْ عن المنائرِ صـوتَ الأذانْ 
يا إلهـي! 
وهبْ لنا مَن يَصنعُ الشهْـد 
ولا تُذقنا من المعاسل الحِرمـانْ 
يا إلهـي! 
ولا تُخْلِ الديار من المسلميـن 
فبهِمْ عُجِنتْ هذه الأوطـانْ 
يا إلهـي! 
وهبْ لنا قـُوةً وأنعِمْ على ساحات الجهاد بالشجعـانْ 
يا إلهـي! 
جُموعُ خَلْقكَ في انتظار بطـلٍ 
فلا تَحْرمهمْ من بطل يملأ الميـدانْ 
يا إلهـي!

## روابط خارجية
- عارف نهاد آسيا: أديب تركي جمع بين الشعر والتعليم والسياسة:
https://www.turkpress.co/node/23327
- شعراء من الأدب التركي: 33 شاعرا مختارا:
https://books.google.co.ma/books?id=7G_mCgAAQBAJ&pg=PT53&lpg=PT53&dq=%D8%B1%D8%A8%D8%A7%D8%B9%D9%8A%D8%A7%D8%AA+%D8%B9%D8%A7%D8%B1%D9%81+%D9%86%D9%87%D8%A7%D8%AF+%D8%A3%D8%B3%D9%8A%D8%A7&source=bl&ots=VDq6D4GEkn&sig=ACfU3U3rgCBWst1IXx30yV9GpHlf72hZkw&hl=fr&sa=X&ved=2ahUKEwjv4Ou80vToAhWJFxQKHecBCV8Q6AEwA3oECAsQKg#v=onepage&q=%D8%B1%D8%A8%D8%A7%D8%B9%D9%8A%D8%A7%D8%AA%20%D8%B9%D8%A7%D8%B1%D9%81%20%D9%86%D9%87%D8%A7%D8%AF%20%D8%A3%D8%B3%D9%8A%D8%A7&f=false
- رئيس الوزراء التركي يقرأ شعر عارف نهاد آسيا:
https://www.youtube.com/watch?time_continue=129&v=FbhL9A_9kpg&feature=emb_logo

أدب تركي حديث.